# ナカオ金属工業
ナカオ金属工業株式会社（なかおきんぞくこうぎょう、英文社名 Nakao Metal Engineering Industry Co.,Ltd.）とは、大阪府和泉市に本社を置く、日本の金属部品・産業用機械メーカーである。

## 概要
ナカオ金属工業は、1927年（昭和2年）の創業以来、スチール、アルミを素材とする金属加工で、数多くのノウハウを蓄積してきたという。
1960年（昭和35年）には現在の株式会社となり、創業から今日に至るまでの過程で製缶・鈑金・溶接から表面処理、塗装、組立までの一貫体制を築き上げ、品質や価格で多くの取引先からの信頼を得ている。また、海外事業にも力を入れ始めており、現在、中国とタイに事業所を置き、新たな顧客獲得を目指している。
今後も更なる製品の改良に努め、将来的には、株式の上場も目指していくという。

## 沿革
- 1927年（昭和2年）- 大阪府堺市西区鳳南町にて個人事業として「大久農鉄工所」を発足させ、紡織機加工業を始める。
- 1943年（昭和18年）- 第二次世界大戦に対応した態勢により軍需工場として製缶を主体とした鉄工所に推移する。
- 1948年（昭和23年）- 自社施設は戦火を免れたため、終戦後の一時休業状態より業務を再開させる。
- 1960年（昭和35年）- 堺泉北臨海工業地帯の造成に先んじ、日本パーカライジング株式会社の協力のもと、金属防錆・金属耐磨耗等の薬剤販売と加工引き受け及び塗装を主体とする新会社「堺パーカライジング株式会社」を大阪府堺市中区深井沢町に設立。
- 1961年（昭和36年）7月 - 大久農鉄工所を「株式会社大久農鉄工所」として法人経営に改め、大阪府堺市中区深井畑山町に新工場を建設。
- 1967年（昭和42年）
  - 9月 - 堺パーカライジングの敷地を拡張した上で、工場を立て替え、塗装設備の拡充と合理化を図る。
  - 11月 - ナカオ金属工業株式会社に商号変更。
- 1968年（昭和43年）
  - 6月 - 受注増に伴う設備拡大のため、隣接する和泉市に後の本社工場となる新工場を建設する。
  - 11月 - 本店を現在地に移転。
  - 12月 - 関連会社の堺パーカライジングを合併し、製缶・鈑金・溶接から金属表面処理・塗装に至るまでの一貫体制をとる。
- 1971年（昭和46年）6月 - 合理化のため、生産設備を本社工場に集約させる。
- 1980年（昭和55年）10月 - 受注体制拡充のため工場を拡張させる。
- 1993年（平成3年）6月 - ダイキン工業株式会社との取引を始め、同社向けのスポット溶接を始める。
- 2001年（平成13年）
  - 10月 - タイに新しく事業所を置き、現地ローカルメーカーとの業務提携による板金部品の調達を始める。
  - 11月 - 会長の中尾良和が「勲五等又光旭日章」を受賞。
- 2002年（平成14年）
  - 8月 - 中国・上海市に新しく事業所を置き、現地ローカルメーカーと業務提携による機械加工部品の調達を始める。
  - 9月 - ダイキン工業から優良賞を受賞する。
  - 10月 - ダイキン工業の販売代理店となり、同社製空調機器の販売や保守を始める。また中尾良和が堺商工会議所の会頭に就任する。
- 2003年（平成15年）
  - 1月 - タイ・バンコクに新会社「ナカオ タツ タイ株式会社」を設立し、現地向けの産業用機械の販売・保守を始める。また関連子会社の一つ「中興金属産業株式会社」を吸収合併する。
  - 4月 - 直本工業株式会社との取引を始め、同社製食品関連加工機の販売・保守を始める。また、同社向けの「うどんユニット」の製品開発をスタートさせる。
  - 8月 - ダイキン工業からの受注増に対応する為、本社工場の粉体塗装ラインを増設させ、 また、同社製空調機用の大型ケーシングの生産に対応させるため固定焼付炉の新規増設を行なうなど、設備の拡張を進める。
- 2022年（令和4年）
  - 8月 - 受注増にともない、あゆみ野へ新工場を建設し本社を移転。
  - 10月 - 鍛冶屋工場（旧本社）へ堺工場の機能を統合し、2拠点体制へ。

## 事業所所在地
- 本社 - 大阪府和泉市あゆみ野2丁目3-3
- 鍛冶屋工場 - 大阪府和泉市鍛治屋町5番地（旧・本社）

関連会社
- 有限会社中興商事 - 大阪府和泉市あゆみ野2丁目3-3
- ZHAOZHONG(SHANGHAI)METAL,PRODUCTS CO.,LTD（中国法人）
- Nanchang Hongdu Zhongda & Commerce Co.,Ltd（中国法人）

## 主な製品やサービス
- 業務用エアコン（鈑金部分）の加工や塗装などの施工サービス、オフィス用電力受配電設備の設置やエクステリア分野など多岐に渡る。